# Nileas Kamarados
Nileas Kamarados (1847-1922) fue un exitoso e influyente cantautor y profesor de música bizantina greco-turco oriundo de Estambul. Su biblioteca incluía escritos teóricos, composiciones musicales -hechos por Kamarados y su estudiante e hijo político Vlachopoulos-, manuscritos sobre música del siglo XIX y libros y publicaciones impresos de ese período.
Sobre todo fue conocido por su desarrollo particular de la música bizantina en una sociedad multicultural como era la del Imperio otomano en el momento de entrar en el siglo XX.
Nileas Kamarados tuvo siete hijos, y le sobreviven ocho descendientes.